# Amfiteátr v Drači
Amfiteátr v Drači (albánsky: Amfiteatri i Durrësit; latinsky: Amphitheatrum Dyrrhachinum) je starořímský amfiteátr v centru albánského města Drač (albánsky: Durrës). 

## Historie
Amfiteátr vznikl ve 2. století, patrně za císaře Traiana. K představením a gladiátorským hrám sloužil do 4. století. Byl dvakrát zničen zemětřesením, v 6. a 10. století. Je to největší římský amfiteátr, jaký byl kdy postaven na Balkánském poloostrově. Měl kapacitu až 20 000 diváků. Byl senzačně objeven až roku 1966 a od té doby je turistickou atrakcí. Amfiteátr postavený na svažitém svahu má eliptický tvar s osami 132,4 metrů a 113,2 metrů. Je 20 metrů vysoký.
Na amfiteátru, poté co přestal být využíván k hrám, byla ve druhé polovině 4. století postavena raně křesťanská kaple vyzdobená freskami, k nimž v 6. století přibyly mozaiky (zachovaly se dodnes). Další kaple zde byla postavena ve 13. století, rovněž zdobená freskami. Amfiteátr byl zcela pohlcen terénem v 16. století, po osmanské okupaci. Autor počátku 16. století Marin Barleti ho ale ještě dobře znal a popsal ho jako „dobře postavený“. Asi jednu třetinu amfiteátr náhodně objevil a vykopal v 60. letech 20. století archeolog Vangjel Toci, zbytek vykopala v 80. letech 20. století Lida Mirajová. Po vykopání amfiteátr ovšem chátral, protože nebyly podniknuty žádné konzervační kroky a kolem místa pokračovala výstavba. V roce 2004 zahájila Univerzita v Parmě restaurátorské práce s cílem památku zachránit. Amfiteátr je ze všech stran obklopen novou výstavbou a i část samotné arény byla zastavěna. Magistrát města dlouhodobě diskutuje o odstranění domů, které do památky zasahují. V roce 2013 byl amfiteátr zařazen organizací Europa Nostra mezi nejohroženější místa kulturního dědictví v Evropě.